# 백고좌
백고좌(百高座), 백고좌법회(百高座法會) 또는 인왕백고좌도장(仁王百高座道場)은 신라(新羅) 때의 국가적인 불교(佛敎) 행사의 하나이다.
《인왕반야바라밀경》(仁王般若波羅蜜經)에 근거하여 국토(國土)를 진호(鎭護)하기 위해서 열었던 대법회(大法會)로 여기서는 백불상(百佛像), 백보살상(百菩薩像) 및 4부(四部) 7중(七衆)을 모시고《인왕경》(仁王經)을 강독하였다고 한다.
이 행사는 진흥왕(眞興王) 12년에 혜량(惠亮)이 시작한 후로 신라(新羅) 말기까지 계속되어 불력에 의한 국가 진호(國歌 鎭護)를 기원하였다.

## 정의
백고좌법회는 구마라습이 번역한 《불설인왕반야바라밀경(佛說仁王般若波羅密經)》 2권을 소의경전으로 하여 내란과 외우를 방어 · 제거하고 국가를 안태하게 하기 위하여 호국적 불교 신앙에 의한 100의 불상과 100의 보살상, 100의 사자좌(師子座)를 마련하고 100명의 법사를 초청하여 《인왕반야경》을 강독하는 도장의식이다.
특히, 신라 승려들의 《인왕반야바라밀경》에 대한 연구는 대단하여 원측(圓測)의 《인왕반야경소》 6권, 태현(太賢)의 《인왕반야고적기(古迹記)》 1권, 현범(玄梵)의 《인왕반야경소》 2권, 예원(禮元)의 《인왕경주(注)》 4권이 있다.

## 명칭
백고좌법회는 그 명칭이 다양하였다. 인왕도장 · 인왕경도장 · 인왕백좌도장 · 백고좌인왕도장 · 백고좌회 · 백고좌도장 · 백좌인왕회 · 백좌인왕경도장 · 백좌인왕도장 · 백좌회 · 백좌도장 · 백좌법석 등으로 불렸다.

## 백고좌법회
한국에서 처음으로 백고좌법회가 개설되기는 신라 진흥왕 12년(511)이다.
진흥왕 12년에 고구려 승 혜량(惠亮)이 귀화하였다. 왕은 귀화승 혜량에게 승통(僧統)이란 신라 승관제도에 있어서 최고의 직위를 내렸다. 그해 혜량은 처음으로 백고좌법회와 팔관회(八關會)를 개설하였다.
신라에서 개설된 백고좌법회는, 그것이 정기적으로 혹은 연차적으로 열렸는지, 아니면 부정기적으로 개설된 것인지는 알 수 없으나 도합 10회에 걸쳐 있었던 것은 사실이다.
613년 7월에 수나라 사신 왕세의(王世儀)가 왔을 때 황룡사에 백고좌를 개설하고, 원광(圓光)법사 등을 초치하여 경설하였으며, 636년 3월 와병중인 선덕여왕의 치유를 위하여 황룡사에 백고좌를 시설하여 승(僧) 100명을 득도케 하였고, 877년에도 헌강왕이 백고좌법회를 마련하였다고 하니 부정기법회의 인상을 준다.
이와 같은 법회는 신라 민중과 내면적인 관계를 맺은 것이 아니라 왕이나 귀족들을 위한 강설법회 형식을 띤 것이었으며, 국가 안위를 위한 일종의 호국(護國)의식 행사에 지나지 않았다. 또한 구마라습 번역의 《불설인왕반야바라밀경》이 소의 경전이었으므로 고려 불교에 상당히 가미되었던 밀교적인 성격이 배제된 것이 신라 백고좌법회의 특징이다.

## 참고 문헌
- 이 문서에는 다음커뮤니케이션(현 카카오)에서 GFDL 또는 CC-SA 라이선스로 배포한 글로벌 세계대백과사전의 내용을 기초로 작성된 글이 포함되어 있습니다.